# Rörtjärnen (Jokkmokks socken, Lappland, 738685-171798)
Rörtjärnen är en sjö i Jokkmokks kommun i Lappland och ingår i Luleälvens huvudavrinningsområde.